# إبراهيم ياسين
إبراهيم ياسين هو فيلسوف مصري وأكاديمي ومترجم وصاحب مؤلفات كثيرة وكثير من الكتب المترجمة  في تخصص التصوف الفلسفي والفلسفة الإسلامية، ولد في المنصورة عام 1945م ، وأنشأ قسم الفلسفة بكلية الآداب جامعة المنصورة ، وأصبح رئيسه من عام 1994م حتى عام 2005م ، وهو أستاذ متفرغ بكلية الآداب جامعة المنصورة قسم الفلسفة

## مؤلفاته
- أحدث المؤلفات كتاب تعاليم الصوفية دراسة وترجمة من كتاب وولتر ستيس The Teaching of The Mystics[3]
- ما هو الدين، مقالات في فلسفة الدين " باول تيليش “،
- المدخل إلى الفلسفة العامة
- الفكر الشرقي القديم واستكشاف البوذية[بحاجة لمصدر]،
- في علم الكلامالنشأة وبعض المشكلات
- نشأة الفلسفة اليونانية في مصر، مقال مترجم المؤلف " طونى برويس " والفلسفة اليونانية "J.V. Luce”
- استكشاف البوذية Exploring Buddhism" " كريسماس همفرى
- المدخل إلى التصوف البدايات،
- المدخل إلى التصوف الفلسفي[4]،
- المدخل إلى الفلسفة الإسلامية،
- النصوص في تحقيق الطور المخصوص[5]
- مقالات في الفلسفة الإسلامية وعلم الكلام والتصوف،
- أعلام ونظريات في الفكر الصوفي
- المنحى الصوفي المتفلسف عند نصير الدين الطوسي[6]،
- حال الفناء في التصوف الإسلامي[7]،
- دلالات المصطلح في التصوف الفلسفي[8]،
- عالم أنيس منصور الروحي والخفي[9]،
- دراسات في المنطق ومناهج البحث،
- مشكلات في التصوف الفلسفي والفلسفة الروحية،
- صدر الدين القونوى وفلسفتة الصوفية[10]،
- ترجمة ودراسة على كتاب إيفلين أندرهل :دراسة على طبيعة وتطور الوعي الروحي لدى الإنسان
- دراسة في طبيعة الوعي الروحي للإنسان وتطوره